# El Castellano (Burgos)
El Castellano fue un diario en español publicado en Burgos entre 1900 y 1941.

## Historia
Fundado en 1900 como un diario de línea editorial católica, posteriormente evolucionaría hacia posturas tradicionalistas. En 1922 el periódico fue adquirido por la Federación Católico-Agraria de Burgos, pasando a convertirse en su órgano oficial. Durante el periodo de la Segunda República fue uno de los principales periódicos conservadores burgaleses, junto al también conservador pero independiente Diario de Burgos. El Castellano continuó editándose durante la guerra civil, pero no logró sobrevivir al período de posguerra. Su último número apareció el 30 de junio de 1941.

## Directores
Por la dirección del diario pasaron, entre otros, Cesáreo García Álvarez, Joaquín Arrarás o Martín Garrido. En época de la Segunda República el diputado tradicionalista Francisco Estévanez ejerció como director, manteniéndose en el puesto hasta la desaparición del periódico. 